# Дух Олег Зіновійович
́Дух Олег Зіновійович (нар. 28 жовтня 1979, Мерещів, Перемишлянський район, Львівська область) — фахівець з історії релігій.

## Життєпис
Народився 1979 року в селі Мерещів Перемишлянського району Львівської області у сім'ї службовців.
1996 року закінчив середню школу № 1 міста Перемишляни. Протягом 1996–2001 року навчався на історичному факультеті Львівського університету. З 2001 року аспірант Люблінського католицького університету імені Івана Павла II (Республіка Польща), стипендіат Європейського Колегіуму Польських і Українських Університетів. У січні 2006 року захистив дисертацію «Жіночі монастирі Львівської і Перемишльської єпархії у XVII—XVIII ст.» та отримав вчений ступінь доктора гуманітарних наук зі спеціальності історія (кандидат історичних наук). У вересні цього року зарахований на посаду асистента кафедри давньої історії України та архівознавства історичного факультету Львівського університету. З січня 2011 року на посаді доцента кафедри.
Сфера наукових зацікавлень: православні та греко-католицькі монастирі на українських і білоруських землях Речі Посполитої, монастирське середовище Львова у ранньомодерний період, Київська унійна митрополія у XVIII ст.

## Найважливіші праці
- Клявзура в жіночих уніатських монастирях Львівської і Перемишльської єпархій XVIII ст.: постанови Замойського синоду і щоденна реальність // Rocznik Europejskiego Kolegium Polskich i Ukrainskich Uniwersytetow. — Lublin, 2003. — Т. 1. — S. 116—123.
- Черниці монастирів Львівської єпархії у 1760—1763 рр.: віковий, становий, освітній зріз (за матеріалами генеральної візитації Львівської єпархії 1758—1765 рр.) // Соціум. Альманах соціальної історії. — Київ, 2005. — Вип. 5. — С. 59—70.
- Przywileje krolewskie dla prawoslawnych i unickich monasterow zenskich w eparchiach lwowskiej i przemyskiej w XVII i XVIII wieku // Klasztor w panstwie sredniowiecznym i nowozytnym / red. M. Derwich i A. Pobog-Lenartowicz. Wroclaw-Opole-Warszawa, 2005. S. 149—163.
- Monastycyzm zenski w eparchiach lwowskiej i przemyskiej XVII i XVIII wieku w historiografii // Koscioly wschodnie w Rzeczypospolitej XVI—XVIII wieku. Zbior studiow / red. A. Gil. Lublin, 2005. — S. 55—63.
- Siec monasterow zenskich eparchii lwowskiej i przemyskiej w XVII i XVIII wieku // Rocznik Instytutu Europy Srodkowo-Wschodniej. Т. 3. Lublin, 2005. S. 88-100.
- Nurt wschodni i zachodni w postanowieniach Synodu Zamojskiego (1720 r.) dotyczacy monastycyzmu zenskiego w unickiej metropolii kijowskiej // Miedzy Zachodem a Wschodem. Etniczne, kulturowe i religijne pogranicza Rzeczypospolitej w XVI—XVIII wieku / red. K. Mikulski i A. Zielinska-Nowicka. — Torun, 2005. — S. 173—185.
- Storozynski (Starozynski) Bazyli, w zakonie Wiktor // Polski Slownik Biograficzny. T. 44/1. Z. 180. Warszawa-Krakow, 2006. — S. 131—132.
- Rozvoj ženských baziliánskych monastierov v strednej a východnej Európe (koniec 18. — prvá polovica 20. stor.) // Gréckokatlícka cirkev na Slovensku vo svetle výročí, red. J. Coranič, P. Šturák, Vydavatelstvo Prešovskej Univerzity, Prešov 2009, s. 182—188.
- Fundacja Antoniego Hrekowicza dla monasteru żeńskiego pw. Przemienienia Pańskiego w Rohatynie (1616) // Studia z dziejów i tradycji metropolii kijowskiej XII—XIX wieku, red. A. Gil, Instytut Europy Środkowo-Wschodniej, Lublin 2009. — S. 31—39.
- Biskupi eparchii lwowskiej i przemyskiej wobec monasterów żeńskich w XVII—XVIII w. // Klasztor w Kościele średniowiecznym i nowożytnym, red. M. Derwich, A. Pobóg-Lenartowicz. — Warszawa : Wydawnictwo DiG, 2010. — S. 277—284.
- Szaszkiewicz Feliks, w zakonie Florian // Polski Słownik Biograficzny. Warszawa—Kraków, 2010. — T. 47. — S. 142—144.
- Превелебні панни: Жіночі чернечі спільноти Львівської та Перемишльської єпархій у ранньомодерний період. — Львів : Вид-во УКУ, 2017 [Серія «Київське християнство», т. 5]. — 752 с.